# Pukkisaari (ö i Birkaland, Övre Birkaland, lat 62,07, long 24,29)
Pukkisaari är en ö i Finland. Den ligger i sjön Valkeajärvi och i kommunen Mänttä-Filpula i den ekonomiska regionen  Övre Birkalands ekonomiska region  och landskapet Birkaland, i den södra delen av landet, 210 km norr om huvudstaden Helsingfors. Öns area är 0,2 hektar och dess största längd är 70 meter i sydöst-nordvästlig riktning.